# San Diego de Alejandría
San Diego de Alejandría är en ort i Mexiko.   Den ligger i kommunen San Diego de Alejandría och delstaten Jalisco, i den centrala delen av landet, 300 km nordväst om huvudstaden Mexico City. San Diego de Alejandría ligger 1 970 meter över havet och antalet invånare är 4 998.
Terrängen runt San Diego de Alejandría är platt åt nordväst, men åt sydost är den kuperad. Runt San Diego de Alejandría är det ganska tätbefolkat, med 124 invånare per kvadratkilometer. Närmaste större samhälle är San Francisco del Rincón, 14,8 km öster om San Diego de Alejandría. I omgivningarna runt San Diego de Alejandría växer huvudsakligen savannskog.